# Don't Get Me Started
Don't Get Me Started è un singolo dei rapper statunitensi Pia Mia, Gunna e Carnage, pubblicato il 2 ottobre 2019.

## Tracce
1. Don't Get Me Started – 2:55